# Синиця довгодзьоба
Синиця довгодзьоба (Pseudopodoces humilis) — вид горобцеподібних птахів родини синицевих (Paridae).

## Таксономія
Вид був описаний у 1871 році, віднесений до родини воронових та вважався близьким до роду джиджітка (Podoces). Через віддалений ареал і непоказний зовнішній вигляд птах був мало вивчений і його таксономія не викликала сумніву понад 100 років. Однак у 1978 і 1989 роках два дослідження анатомії показали, що вид не належить до воронових. Його не змогли віднести до жодної родини, але розмістили в межах інфраряду Passerida. Молекулярне дослідження ДНК у 2003 році показало, що вид належить до родини синицевих. Філогенетичне дослідження показало, що він ближчий до роду Parus ніж до роду Poecile.

## Поширення
Вид поширений в Китаї від провінції Сичуань на захід через Тибет до Непалу та північної Індії. Це єдина синиця, яка повноцінно живе в степу, уникаючи лісистих місцевостей. Трапляється на висоті від 3300 до 5480 метрів над рівнем моря.

## Опис
Довжина тіла приблизно 17-18 см, дзьоб приблизно 3 см завдовжки. Вага 42,5–48,5 г. Щоки, груди і живіт світло-кремові; голова жовто-коричнева зі світло-кремовою горизонтальною смугою ззаду на шиї; верх тулуба, крила і хвіст також жовто-коричневі. Для цього виду характерні досить довгі ноги, що вказують на наземний спосіб життя, і дуже довгий (для синиці), загнутий донизу, темно-сірий дзьоб.

## Спосіб життя
Птах живиться виключно комахами та їхніми личинками. Своїм довгим міцним дзьобом він викопує комах із землі чи каменів. Його часто бачать, коли птах викопує послід яків для пошуку комах. Період розмноження — з квітня по липень. Гніздо розміщене у камері в кінці горизонтального земляного тунелю, виритого у вертикальній стіні. Цей тунель може бути майже 2 метри завдовжки. Гніздо вистелене м'якою вовною (зазвичай яка чи пантолопи) з травою. У кладці від 4 до 9 повністю білих яєць. Інкубація триває 14–16 днів.